# ئی
ئی (به فنلاندی: Ii) یک منطقهٔ مسکونی در فنلاند است که در اوستروبوتنیای شمالی واقع شده‌است.